# Belkacem Lounès
Belkacem Lounès (en kabyle : Belqasem Lwennas, en tifinagh : ⴱⴻⵍⴿⴰⵚⴻⵎ ⵍⵓⵏⴻⵙ), né le 6 février 1955, est un homme politique kabyle ayant les nationalités algérienne et française, économiste et militant, qui a été président du Congrès mondial amazigh (également connu sous le nom de CMA).

## Formation et carrière professionnelle
Muni d'une thèse de doctorat en économie, Belkacem Lounès est professeur à l’université Stendhal de Grenoble.

## Activisme politique
En 2002 jusqu'à 2011, il est président du CMA, succédant à Rachid Raha. Après la scission du CMA en 2008, il est élu président de la branche d'origine en 2011.
Il dénonce un certain racisme dans le panarabisme. Il a critiqué le dictateur libyen Mouammar Kadhafi pour avoir déprécié le peuple et la culture berbères. Le 3 mai 2007, il lui écrit une lettre ouverte en réponse à son discours du 1er mars dans lequel il niait l'existence d'un peuple berbère ou amazigh en Afrique du Nord. Dans sa lettre, datée du 10 avril, Lounes proteste contre les déclarations de Kadhafi, affirmant que les 30 millions d'Amazighs vivant aujourd'hui en Afrique du Nord ne peuvent être ignorés. Il ajoute que les Amazighs ont joué un rôle central dans la lutte contre le colonialisme européen, mais que depuis l'indépendance, ils ont été opprimés par le "colonialisme interne" au panarabisme, qu'il qualifie d'idéologie impérialiste. Lounes déclare qu'il est archaïque de considérer la diversité comme un danger et appelle les gouvernements nord-africains à s'engager en faveur de la démocratie et des droits de l'homme. Il dit : "Il n'y a pas de pire colonialisme que celui du clan panarabiste qui veut dominer notre peuple".
Aux élections régionales françaises de 2010, il est élu membre du Conseil régional Rhône-Alpes au sein de Régions et Peuples Solidaires,. En mars 2016, il est nommé expert du groupe de travail de la Commission des droits des peuples autochtones d'Afrique au sein de la Commission africaine des droits de l'homme et des peuples de l'Union africaine.
Fondé en 1968, le Groupement international de travail pour les affaires indigènes (le plus souvent désigné par son sigle anglais IWGIA) est une organisation internationale indépendante vouée à la promotion des droits des peuples indigènes du monde. L'IWGIA a un statut consultatif auprès du Conseil économique et social des Nations unies, et d'observateur auprès de la Commission africaine des droits de l'homme et des peuples. Le Groupe international de travail pour les Peuples Autochtones (GITPA) a été créé en 2003 pour constituer la branche francophone de l'IGWIA, puis en 2012 en est devenu un membre institutionnel. En 2020, Belkacem Lounès figure sur la liste des experts du GITPA pour la région Afrique,.
En juillet 2022, il est secrétaire général du CMA.